# Streptomyces conglobatus
Streptomyces  conglobatus es una bacteria Gram-positiva de la familia Streptomycetaceae y género Streptomyces.

## Antibióticos
Streptomyces conglobatus produce dos antibióticos, ionomicina, que es también un potente ionóforo de calcio, y conglobatina (macrolido dilactona).